# Best of 50 Cent
Best of 50 Cent — первый сборник лучших хитов американского рэпера 50 Cent. Он был выпущен 31 марта 2017 года на лейблах Shady Records, Aftermath Entertainment и Interscope Records. В сборник вошли композиции с пяти его предыдущих студийных альбомов: Power of the Dollar (2000), Get Rich or Die Tryin’ (альбом) (2003), The Massacre (2005), Curtis (2007) и Before I Self Destruct (2009). Также в альбом были включены песни из саундтрека к фильму «Разбогатей или сдохни» (2005). В него также вошли внеальбомные синглы «Get Up» и «I Get It In». На этом сборнике собрано большинство синглов, выпущенных 50 Cent во время его контрактов с Shady Эминема, Aftermath Доктора Дре и мейджор-лейблом Interscope. Это первый альбом Shady Records, в котором Эминем не участвует ни в одной песне.

## История и продвижение
В 2002 году 50 Cent подписал контракт на пять альбомов с Interscope Records, который также предусматривал выпуск сборника лучших хитов. В июне 2007 года 50 Cent сказал: «Before I Self Destruct должен выйти 4 февраля, это годовщина альбома Get Rich or Die Tryin’. И это будет моим последним студийным альбомом в рамках моей сделки. Я заключил контракт на пять альбомов, и пятый альбом — это CD с лучшими хитами». Тем не менее, 50 Cent планировал выпустить еще один студийный альбом под лейблом Interscope, но в 2014 году попросил освободить его, поскольку был недоволен тем, как лейбл справлялся с продвижением альбома Street King Immortal.
В феврале 2017 года сборник был анонсирован компанией Universal Music Enterprises (UMe). Было объявлено, что его релиз состоится 31 марта 2017 года, спустя 14 лет после выхода знаменитого дебютного альбома Get Rich or Die Tryin’. Также было объявлено, что сборник из 18 треков будет доступен во всех форматах, включая цифровое скачивание, CD и LP, а выпуск виниловой пластинки состоится 7 апреля 2017 года.

## Список композиций
| №                   | Название                                                         | Автор(ы)                                     | Продюсер(ы)                        | Длительность |
| ------------------- | ---------------------------------------------------------------- | -------------------------------------------- | ---------------------------------- | ------------ |
| 1.                  | «In da Club»                                                     |                                              | Доктор Дре Майк Элизондо           | 3:13         |
| 2.                  | «21 Questions» (при участии Nate Dogg)                           |                                              | Dirty Swift                        | 3:44         |
| 3.                  | «P.I.M.P.»                                                       |                                              | Mr. Porter                         | 4:09         |
| 4.                  | «Disco Inferno»                                                  |                                              | Dangerous LLC                      | 3:34         |
| 5.                  | «Candy Shop» (при участии Olivia)                                |                                              | Скотт Сторч                        | 3:26         |
| 6.                  | «Just a Lil Bit»                                                 |                                              | Сторч                              | 3:57         |
| 7.                  | «Outta Control» (Ремикс) (при участии Mobb Deep)                 |                                              | Доктор Дре Элизондо                | 4:06         |
| 8.                  | «Hustler’s Ambition»                                             |                                              | B-Money «B$»                       | 3:57         |
| 9.                  | «Best Friend» (Ремикс) (при участии Olivia)                      |                                              | Hi-Tek                             | 4:14         |
| 10.                 | «Window Shopper»                                                 | Crawford Jackson Robert Marley J.H. Turnbull | C. Styles Sire                     | 3:10         |
| 11.                 | «Ayo Technology» (при участии Джастина Тимберлейка и Тимбалэнда) |                                              | Тимбалэнд Danja                    | 4:07         |
| 12.                 | «I Get Money»                                                    |                                              | Apex                               | 3:43         |
| 13.                 | «Straight to the Bank»                                           |                                              | Ty Fyffe [англ.] Доктор Дре        | 3:10         |
| 14.                 | «I’ll Still Kill» (при участии Эйкона)                           |                                              | DJ Khalil                          | 3:41         |
| 15.                 | «Get Up»                                                         |                                              | Сторч                              | 3:13         |
| 16.                 | «I Get It In»                                                    |                                              | Доктор Дре                         | 3:19         |
| 17.                 | «Baby by Me» (при участии Ни-Йо)                                 |                                              | Polow da Don [англ.] Уильям Тайлер | 3:33         |
| 18.                 | «How to Rob» (оригинальная версия) (при участии The Madd Rapper) |                                              | Trackmasters                       | 4:25         |
| Общая длительность: | Общая длительность:                                              | Общая длительность:                          | Общая длительность:                | 1:06:42      |

## Чарты
| Чарт (2017—2022)                 | Высшая позиция |
| -------------------------------- | -------------- |
| Бельгия/Фландрия (Ultratop)      | 167            |
| Бельгия/Валлония (Ultratop)      | 194            |
| Канада (Canadian Albums Chart)   | 75             |
| Ирландия (Irish Albums Chart)    | 23             |
| Великобритания (UK Albums Chart) | 41             |
| США (Billboard 200)              | 119            |

| Чарт (2022)          | Позиция |
| -------------------- | ------- |
| Великобритания (OCC) | 51      |

## Сертификации
| Регион                                                                      | Сертификация | Продажи |
| --------------------------------------------------------------------------- | ------------ | ------- |
| Великобритания (BPI)                                                        | Платиновый   | 300 000 |
| Данные о продажах + прослушиваниях приведены только на основе сертификации. |              |         |